# Göckersgraben
Le Göckersgraben est un ruisseau de Basse-Franconie, affluent du Steinbach.

## Géographie
Le Göckersgraben apparaît dans le plateau de Marktheidenfeld dans la forêt de Guttenberg à l'ouest de Wurtzbourg.
Il coule d'abord environ 300 m vers l'ouest à travers la forêt, puis pivote vers le nord-ouest dans une vallée fluviale. Deux kilomètres en aval, le Hohleichengraben se jette sur sa rive droite.
Le Göckersgraben se jette dans le Steinbach, au sud du Roßberg et d'une ancienne briqueterie, devenue la maison de la congrégation des sœurs de la Rédemption.